# Großer Rattenigel
Der Große Ratten- oder Haarigel (Echinosorex gymnura) ist eine Säugetierart aus der Unterfamilie der Rattenigel (Galericinae).

## Merkmale
Große Rattenigel werden etwa kaninchengroß, sie erreichen eine Kopfrumpflänge von 26 bis 45 Zentimetern, die Länge des spärlich behaarten und beschuppten Schwanzes beträgt etwa 17 bis 30 Zentimeter. Sie erreichen ein Gewicht von 0,5 bis 2 Kilogramm und sind somit die schwersten Vertreter der Igel überhaupt.
Ihr raues Fell ist schwarz gefärbt, der Kopf, die Schultern und die hintere Schwanzhälfte sind weiß. Die Schnauze ist spitz ausgezogen, schwarze Gesichtszeichnungen um die Augen erwecken einen waschbärartigen Eindruck.

## Verbreitung und Lebensraum
Große Rattenigel leben in Südostasien, ihr Verbreitungsgebiet umfasst die Malaiische Halbinsel sowie Sumatra und Borneo, dort auf Malaiisch Tikus Bulan (dt. „Mondratte“) genannt. Dort bevorzugen sie die feuchten Urwälder und halten sich gerne in Nähe von Flüssen auf. Auch in den großen Mangrovensümpfen kann man sie finden.

## Lebensweise
Große Rattenigel sind vorwiegend nachtaktiv. Tagsüber ziehen sie sich zwischen Baumwurzeln, unter Baumstämmen oder in Höhlen zurück, mit Blättern kleiden sie ihren Schlafplatz aus. In der Nacht begeben sie sich auf Nahrungssuche, wobei sie sich meist auf dem Boden aufhalten und nicht auf Bäume klettern. Allerdings sind sie gute Schwimmer und holen sich Teile ihrer Nahrung aus dem Wasser. Sie sind Einzelgänger, die auf Artgenossen aggressiv reagieren. Die Eingänge ihrer Schlafplätze werden mit einem streng riechenden Sekret der Analdrüsen markiert.

## Nahrung
Die Nahrung der Großen Rattenigel besteht in erster Linie aus Wirbellosen wie Krebstieren, Würmern, Insekten, Skorpionen und anderen, die sie sowohl im Wasser als auch am Land erbeuten. Daneben nehmen sie auch kleine Wirbeltiere wie Frösche und Fische und gelegentlich Früchte zu sich.

## Fortpflanzung
Die Fortpflanzung kann im gesamten Jahr stattfinden, üblicherweise trägt das Weibchen zwei Würfe im Jahr aus. Nach 35- bis 40-tägiger Tragzeit kommen meist zwei Junge zur Welt.